# Argelès-Gazost
Argelès-Gazost (en occitano Argelèrs de Gasòst) es una comuna (municipio) de Francia, en la región de Mediodía-Pirineos, departamento de Altos Pirineos. Es la capital (subprefectura) del distrito de su nombre. Asimismo es el chef-lieu del cantón de Argelès-Gazost.
Su población en el censo de 2006 era de 3.254 habitantes.
Es la población más importante de la Communauté de communes de la Vallée d'Argelès-Gazost.

## Demografía
| 775 | 713 | 831 | 878 | 1 589 | 1 420 | 1 684 | 1 662 | 1 684 | 1 686 | 1 698 | 1 658 | 1 743 | 1 808 | 1 894 | 1 733 | 1 882 | 1 836 | 1 737 | 1 739 | 1 632 | 1 669 | 1 719 | 2 019 | 2 317 | 2 556 | 3 414 | 3 629 | 3 455 | 3 304 | 3 229 | 3 241 | 3 462 |
| Para los censos de 1962 a 1999 la población legal corresponde a la población sin duplicidades (Fuente: INSEE [Consultar]) |     |     |     |       |       |       |       |       |       |       |       |       |       |       |       |       |       |       |       |       |       |       |       |       |       |       |       |       |       |       |       |       |